# Aérodrome d'Obock
L'aéroport d'Obock est un aéroport desservant Obock, chef-lieu du district et de la région d'Obock à Djibouti.

## Situation
| \| 100 km1:5 610 000 \|Djibouti · Ambouli Ali-Sabieh Assa-Gueyla Chabelley Dikhil Herkale Moucha Obock Tadjoura |
| 100 km1:5 610 000                                                                                               |